# Токорпури
Токорпури (исп. Cerros de Tocorpuri) — вулканический комплекс, расположенный вдлоль границы между государствами Боливия и Чили. Диаметр кратера вершины Серрос де Токорпури составляет 1,4 км. На его западной стороне находится риолитовый лавовый купол, называемый Cerro La Torta (Cake Hill), названный так из-за его цилиндрической формы, напоминающей торт. Cerro La Torta имеет объем примерно 5 км³, а высота его лавового купола над окружающей его поверхностью — около 450 м. Его крутые стороны покрыты осыпью, а ее верхняя поверхность — ребристая.
Комплекс расположен примерно в 30 км от геотермального энергетического поля El Tatio.